# Goniorhynchus hampsoni
Goniorhynchus hampsoni is een vlindersoort uit de familie van de grasmotten (Crambidae), uit de onderfamilie van de Spilomelinae. De wetenschappelijke naam van deze soort is voor het eerst voorgesteld door Anton Klima in een publicatie uit 1939.
De soort komt voor in Peru.